# Lancaster Classic
Der Lancaster Classic ist ein US-amerikanisches Straßenradrennen.
Das Rennen wurde 1992 zum ersten Mal ausgetragen und fand seitdem jährlich im Juni statt. Austragungsort ist die Stadt Lancaster im Bundesstaat Pennsylvania. Das Eintagesrennen zählte zeitweise zur UCI America Tour und war in die Kategorie 1.1 eingestuft. Es war außerdem Teil der Commerce Bank Triple Crown und der USA Professional Cycling Tour. Rekordsieger ist der Däne Jakob Piil, der das Rennen zweimal für sich entscheiden konnte.

## Sieger
| - 2009 Joey Rosskop - 2008 Jurij Metluschenko - 2007 Bernhard Eisel - 2006 Jackson Stewart - 2005 Greg Henderson - 2004 Max van Heeswijk - 2003 Jakob Piil | - 2002 David Clinger - 2001 Léon van Bon - 2000 Trent Klasna - 1999 Jakob Piil - 1998 Frankie Andreu - 1997 Chann McRae | - 1996 Chris Horner - 1995 Fred Rodriguez - 1994 Andrea Peron - 1993 Arvis Piziks - 1992 Roberto Pelliconi |